# Дикирій і трикирій

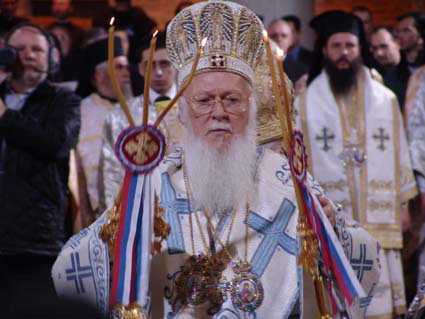
Вселенський Патріарх Варфоломій благословляє вірних під час Святої літургії

Дикирій і трикирій (грец. δικήριον — «двосвічник», τρικήριον — «трисвічник») — предмети архієрейського богослужіння, свічники на кілька свічок. Дикирій (двокирій, двораменний свічник, двосвічник) — свічник з двома свічками, трикирій (трираменний свічник, трисвічник) — із трьома. Ними архієрей благословляє вірних під час Святої літургії.

## Трикирій (трисвічник) і дикирій (двосвічник)
Трикирій — три свічки, закріплені в свічнику, який архієрей тримає в правій руці і разом з двосвічником у правій руці благословить вірних під час архієрейської Служби Божої у Східних Церквах. Трисвічник символізує Пресвяту Трійцю — Бога-Отця, Бога-Сина і Бога-Святого духа..
Дикирій — дві свічки закріплені в свічнику, який архієрей тримає в лівій руці і разом із трикирієм у правій руці благословляє вірних під час архієрейської Служби Божої. Двосвічник символізує подвійну природу в Ісуса Христа — Божественну й людську.
Трикирій і дикирій мають право використовувати тільки владики (митрополити, архієпископи і єпископи) під час архієрейської Літургії (інколи таке право надається також архімандритам деяких монастирів). Ними владики благословляють вірних, промовляючи:
|  | "Господи, Господи, споглянь з неба і подивись на виноградник, що його насадила Правиця Твоя" |

Трикирій стали використовувати в Богослужінні в IV—V ст.ст. н. е.[джерело?]

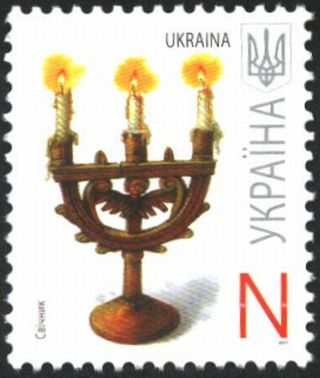
Свічник-трійця на поштовій марці

Археологи, нумізмати і сфраґісти стверджують, що саме від трисвічника-трикирія походить тризуб.[джерело?]

## Свічник-трійця
У західних областях України миряни використовували для обрядових цілей так звані свічники-трійці, схожі на трикирії. Виготовляли їх найчастіше з деревини листяних дерев, а саме з липи. Свічники поєднували у собі три види різьби: плоску, пластику, рельєфну. Відомі такі свічники також з металу та глини. Багато українських родин запалюють свічки в трисвічниках під час Святої Вечері, напередодні Різдва Христового, Водохреща, на Щедрий вечір перед Богоявленням, як символ об'явлення Бога в трьох божих іпостасях.

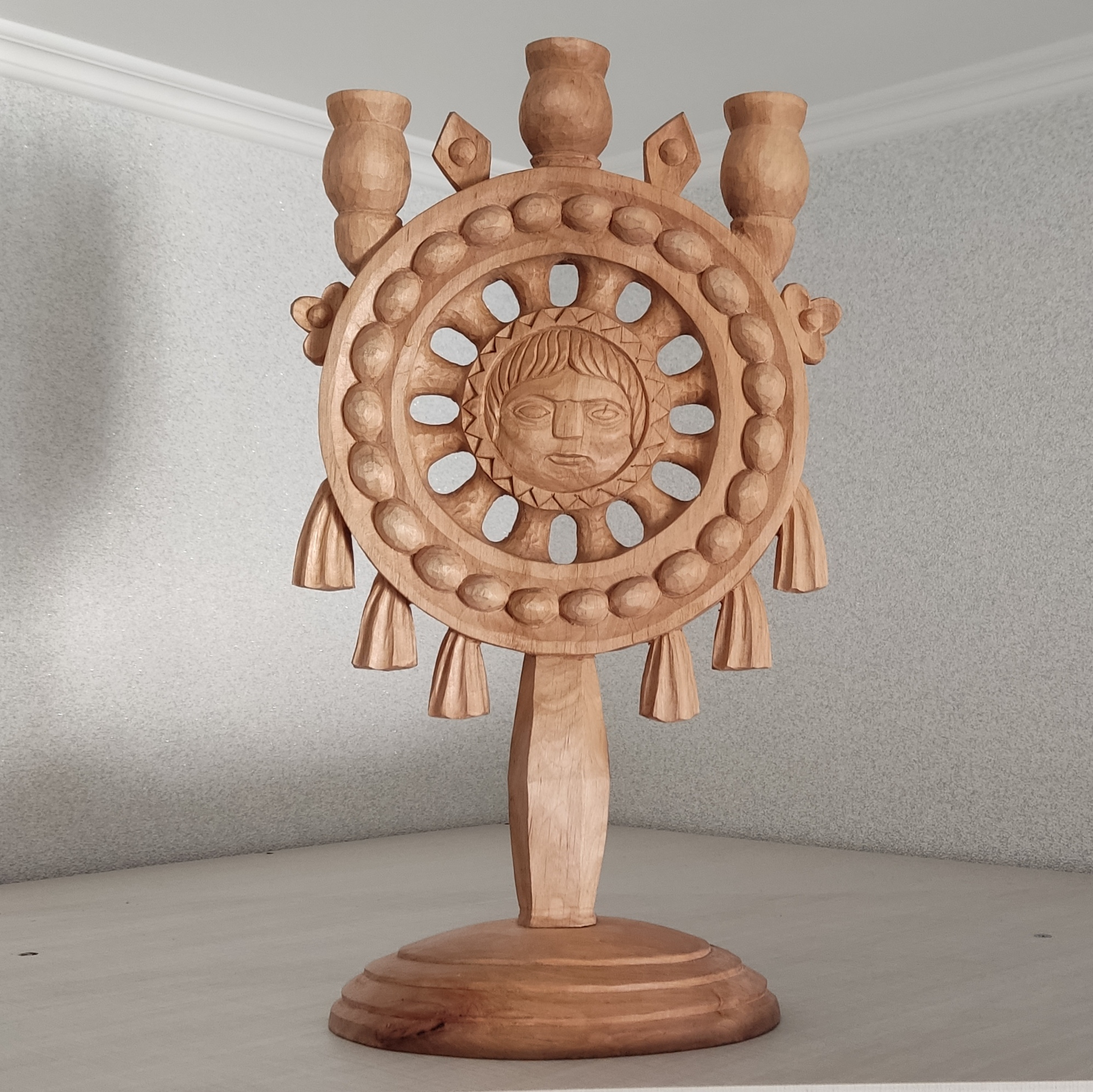
Реконструкція трійці-свічника 19 століття з Гуцульщини-Покуття (Верховинський повіт)

На Гуцульщині та Покутті звичай використовувати свічники-трійці зберігався найдовше. Тому саме в цих місцевостях дослідниками знайдено найбільше дерев'яних свічників-трійць. Саме там свічники-трійці використовували насамперед на Водохреща. Біля ополонки ставили хрест з льоду і там освячували воду. З церкви приносили великий свічник, запалювали на ньому три свічки і три рази занурювали свічками у воду. Також кожен ґазда ніс з дому свій свічник-трійцю з запаленими свічками, які вони після церковного свічника також тричі занурювали у воду, кожен раз запалюючи свічки від церковного свічника. Після цього розпочиналося свято зі щедруванням і віншуванням. На другий або третій день священник з паламарем обходили з церковним свічником усі оселі, освячували їх водою. Трійця стояла в хаті біля образів і використовувалась під час різдвяних обрядів та під час похоронних обрядів. З приходом на ці землі влади комуністів, проводити ці різдвяні обряди заборонили і таким чином свічники-трійці почали зникати з побуту людей.
У трійцях використовувалися як дохристиянські символи, так і пізніші християнські. Існували підсвічники «з головами», такі підсвічники мали рельєфну різьбу та голови, часом з кількома обличчями, які дивилися в різні сторони. Інший вид підсвічників застосовував у різьбі людські фігури, які нагадували скіфських кам'яних баб. Застосовували й сюжети з райськими птахами, в яких птахи мали людську голову з шапкою або короною на голові. Існували також підсвічники з християнськими сюжетами: розп'яття Христа, Святий Дух у вигляді птаха, ангели, хрести (один великий або композиція з менших хрестиків). Зі зовнішнього боку (рідше в середині композиції) знизу до свічника прикріплювалися дармовиси. Підставки до свічників були овальними або чотиригранними скісними.
У фондах Національного музею у Львові ім. А. Шептицького зберігається колекція свічників-трійць, у якій є великі церковні наземні свічники, а також і невеликі зразки для домашнього використання. Збірка музею налічує понад 380 свічників, з них 90 свічників-трійць.